# Cháo đặc

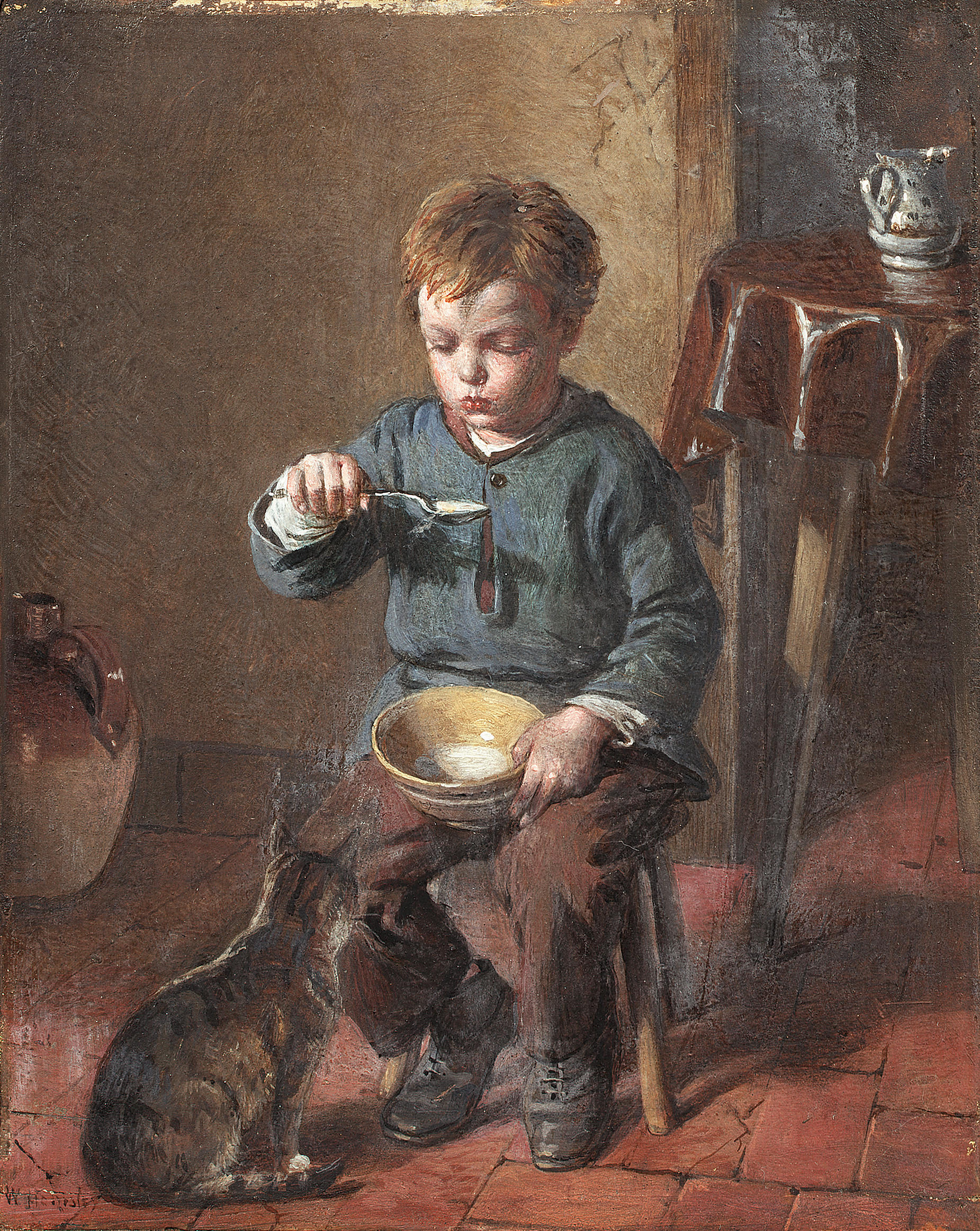
William Hemsley (1893)

Cháo đặc là món ăn chế biến từ ngũ cốc nghiền, xay hay đập nhỏ nấu nhừ trong nước hoặc sữa hoặc cả hai và có thể nêm nếm tùy thích các hương vị khác. Món này thường ăn nóng. Cháo đặc có thể nấu ngọt với nhiều đường hay nấu mặn đều được. Tại phương Tây, cháo đặc thường là cháo yến mạch và là món ăn truyền thống tại nhiều nước Bắc Âu thường dùng ăn sáng. Ở Việt Nam, cháo đặc là cháo nấu bằng gạo tẻ với nhiều gạo ít nước, có độ sệt cao, nấu với bò hoặc thịt gà và thường nêm thêm nước mắm và ăn kèm gừng tươi xắt sợi, hành ta, rau ghém và giò cháo quẩy. 

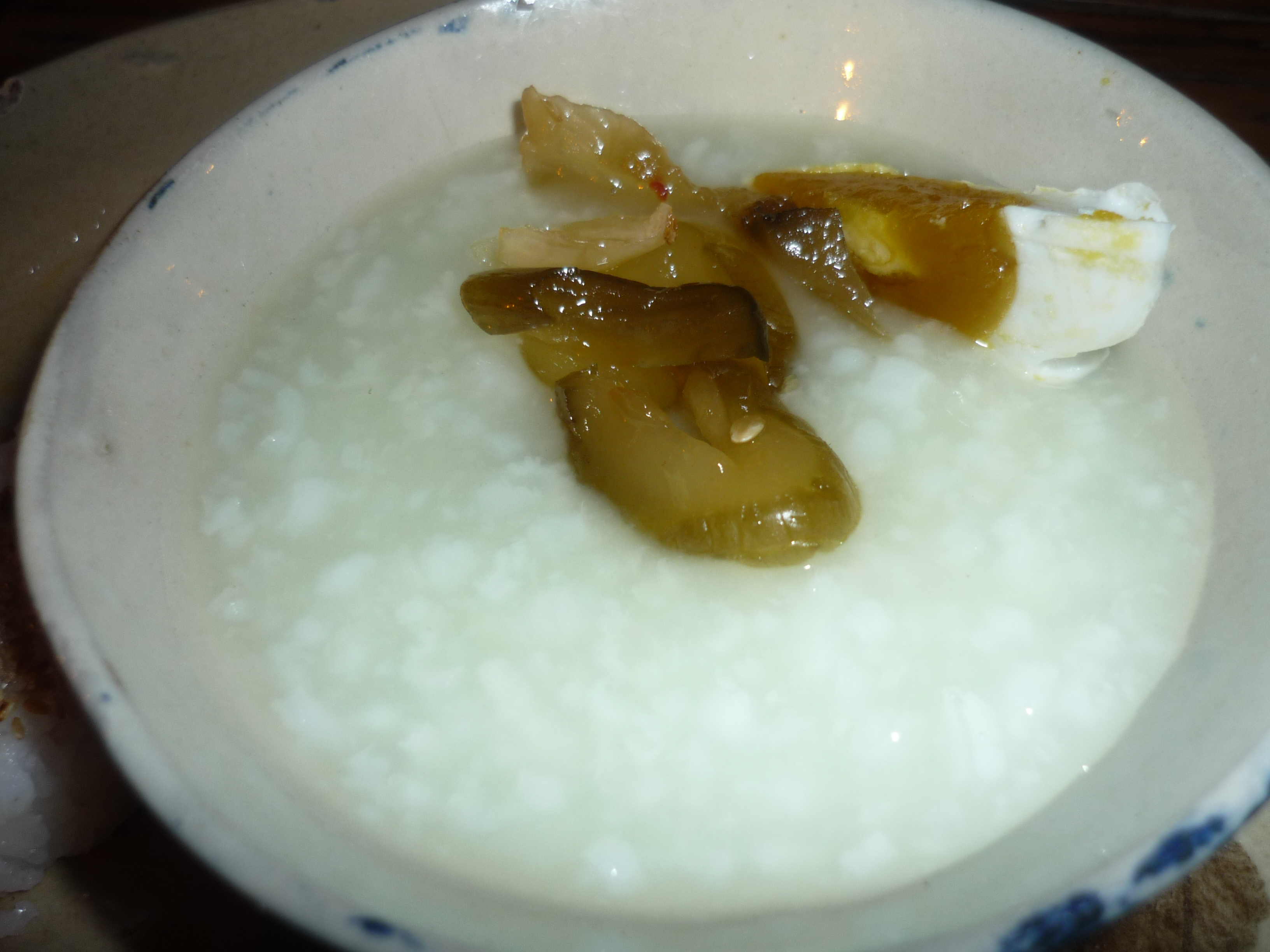
Cháo đặc Việt

Cháo đặc là món ăn truyền thống cho tù nhân. Trong tiếng Anh "doing porridge" (ăn cháo đặc) nghĩa bóng là "ở tù". Người bệnh cũng thường được cho ăn cháo đặc vì nó bổ và dễ ăn.